# Любайни
Любайни (пол. Lubajny, нім. Lubainen) — село в Польщі, у гміні Оструда Острудського повіту Вармінсько-Мазурського воєводства.
Населення — 921 особа (2011).

## Демографія
Демографічна структура станом на 31 березня 2011 року:
|          | Загалом | Допрацездатний вік | Працездатний вік | Постпрацездатний вік |
| -------- | ------- | ------------------ | ---------------- | -------------------- |
| Чоловіки | 462     | 110                | 317              | 35                   |
| Жінки    | 459     | 103                | 274              | 82                   |
| Разом    | 921     | 213                | 591              | 117                  |